# Museu de La Plata
O Museu de La Plata é um museu de ciências naturais localizado na cidade de La Plata, capital da Província de Buenos Aires (Argentina). que faz parte da Faculdade de Ciências Naturais e Museu da Universidade Nacional de La Plata (UNLP).
O museu apresenta em torno de 3.000.000 de objetos em sua coleção, e só uma pequena parte dos mesmos se encontram em exibição.  Em grande parte, o prestígio do museu descansa em sua coleção de grandes mamíferos fósseis dos pampas sul-americanos das eras  Terciária e Quaternária.
Também se destacam as coleções de trilobites do período Cambriano e de graptólitos do período Silúrico da Argentina. O museu conta também com salas de  Zoologia, Entomologia, e Botânica.

## Origem
O Museu de La Plata tem como antecedente imediato o Museo Arqueológico e Antropológico, fundado em 17 de outubro de 1872 na cidade de Buenos Aires, então capital da província de mesmo nome. Este museu integrava coleções totalizadas em 15.000 exemplares de peças ósseas e objetos industriais doados por Francisco Pascasio Moreno, designado diretor vitalício do espaço.
A partir da federalização da cidade de Buenos Aires, em 1880, e da fundação da cidade de La Plata como nova capital da província em 1882, o governo provincial colocou à disposição o transporte das coleções de Moreno para esta cidade, em junho de 1884, e construiu um que edifício que a abrigava, cuja obra começou em outubro do mesmo ano. Foi então quando Moreno também doou 2.000 volumes de sua biblioteca particular. Assim, Francisco P. Moreno foi considerado seu fundador e primeiro diretor.
A construção do museu foi concluída no ano de 1889, mesmo que sua abertura ao público tenha acontecido alguns meses antes, no dia 19 de novembo de 1888, no sexto aniversário da fundação da cidade.
Em 1906, meses depois da nacionalização da Universidade Nacional de La Plata, e sendo o reorganizador da universidade, Joaquín V. González, o museu passou a fazer parte da mesma, incorporando atividades de docência e investigação.
Moreno, então, abandonou a direção do museu por não concordar com a nova orientação que essa incorporação significava: as instalações deveriam ser reduzidas, parte da biblioteca foi distribuída para outras universidades e os terrenos adjacentes ficaram como propriedade da província.
Nos planos da nova organização se previa, entre outras coisas, uma nova escola de Ciências Naturais, uma de Ciências Químicas e outra de Belas Artes e Desenho. Isso não favoreceu o museu em seus primeiros anos de vida nacional, pois as escolas absorveram a atividade dos professores, decaindo, então, o trabalho científico, ao serem realizadas muito menos explorações e investigações.

## Características do museu
O museu possui cerca de 3.000.000 de objetos em sua coleção e somente uma pequena parte dos mesmos se encontra exposta. Em grande parte, o prestígio do museu guarda em sua coleção grandes mamíferos fossilizados das Eras Terciária e Quaternária
Também se destacam as coleções de trilobitas do período Cambriano e de Graptolithina do período Siluriano da Argentina. O museu conta ainda com salas de Paleontologia, Antropologia, Zoologia, Entomologia e Botânica.
Ainda assim, encontram-se expostas coleções de caráter arqueológico e etnográfico, nas quais se destacam as da Argentina e do Peru. A característica geral do museu é seu perfil americanista. Também existe uma sala egípcia que expõe uma reconstrução do templo original (o Templo de Aksha, proveniente de Nubia). A coleção arqueológica exibe o desenvolvimento cultural da América desde a etapa conhecida como Pré-cerâmica (12.800 a.C.) até o Império Inca e a chegada dos europeus.
O museu modernizou suas salas e agregou meios tecnológicos. Ele conserva uma sala de osteologia com as mesmas características, critérios e conceitos que tinha no início do Século XX. Ao mesmo tempo, o museu mantém seus critérios originais, que consistem em recorrer a uma linha evolutiva, acordada com as ideias dominantes na comunidade científica do fim do Século XIX.

### Sala Egípcia
Como consequência de uma campanha de resgate, preservação e investigação de arqueólogos argentinos no Sudão e no Egito, propiciada por seus governos e pela UNESCO (devido a construção de um dique no Rio Nilo, que inundaria a zona, foram iniciadas três campanhas de escavação entre 1961 e 1963 no templo de Ramessés II, do Século XIII a.C. em Aksha (Sudão). Por tudo isso, o Museu de La Plata recebeu 300 objetos, dos quais 60 pertenciam ao templo de Ramessés II e o restante de uma tumba egípcia e diferentes lugares Pré-históricos e cemitérios.
Há ainda como grande atração três múmias de 2.700 anos de idade, doadas por Dardo Rocha, conservadas em seus respectivos sarcófagos.

## O edifício
O edifício do Museu de La Plata é uma construção de característica neoclássica, estilo dominante das edificações da época da fundação de La Plata. Sua construção foi realizada entre 1884 e 1888, e teve como arquiteto o alemão Federico Heynemann e o sueco Enrique Aberg.
Os elementos da cultura da América Pré-Colombiana usados para sua ornamentação não desarmonizam com suas linhas gregas, o que concede um caráter único.
A planta é um retângulo com dois hemiciclos em suas extremidades, com 135 metros em seu eixo principal e 70 metros em seu eixo menor. O impressionante pórtico está composto por seis colunas coríntias. O acesso principal está guardado por duas esculturas que representam smilodons, símbolos do museu.
Possui mais de vinte sala de exibição situadas em espiral que ao acessá-las permite-se compreender a evolução da vida na Terra, desde sua origem até a aparição do ser-humano. Também há a única coleção de arte egípcia da América Latina, a qual foi obtida por cientistas argentinos, que realizaram escavações no Sudão. Encontra-se a maior mostra jesuítica da Argentina;. Uma coleção importante de pinturas, com detalhes americanistas que ornamentam o hall de acesso e várias passagens do prédio.
No subsolo, estão laboratórios de investigação. Na planta baixa, se encontram mostras biológicas, geológicas e paleontológicas; e em seus andares superiores são exibidas coleções históricas e antropológicas.
Na ala esquerda, está instalada a Biblioteca Florentino Ameghino, que pertence à Faculdade de Ciências Naturais e Museu da Universidade de La Plata. Em 1997, o museu foi declarado monumento histórico nacional.

## Biblioteca
No museu está instalada a Biblioteca Florentino Ameghino, fundada em 1887. Em princípio, funcionava como biblioteca do Museu de Ciências Naturais de La Plata e contava com doações e compras de livros e outros materiais de bibliotecas particulares, principalmente as de Francisco P. Moreno, Antonio Zinni e Nicolás Avellaneda.
A biblioteca da Faculdade de Ciências Naturais e Museu é utilizada por cerca de 200 alunos e para aproximadamente 700 docentes e investigadores, atendendo as demandas de alunos y projetos de investigação em disciplinas de ciências biológicas y ciências geológicas.
Conta com um total aproximado de 32.500 volumes, incluindo monografias, 500 folhetos, 5.380 publicações periódicas, 1.004 teses de doutorado e 5.700 trabalhos publicados por docentes e investigadores da faculdade.
Foi em 1987 que adaptou-se ao nome atual, em homenagem ao este grande naturalista e primeira grande figura da ciência nacional argentina.
Seus serviços são:
- Empréstimo de livros em domicílio (a partir de um carnê).
- Consulta de livros no local, bastando apresentar um documento de identidade.
- Referências e buscas especiais.
- Empréstimo entre bibliotecas e obtenção de documentos

## Na cultura popular
- No filme ¿Qué es el otoño? (1977) de David José Kohon (com Alfredo Alcón e Dora Baret), um casal visita o Museu e a personagem de Dora Baret rouba um osso de um esqueleto.
- No filme El Aura (2005) de Fabián Bielinsky, o personagem interpretado por Ricardo Darín trabalha como taxidermista do Museu.[3]
- No filme Intersección (2008), de Nicolás Isasi, a primeira cena se passa nas escadas do Museu de Ciências Naturais de La Plata.[4]